# Linda Myrberg
Linda Myrberg Fjeldstad (født 27. januar 1974) er en svensk skuespiller, danser samt wellness/helse-instruktør.
Myrberg er uddannet fra Performing Arts School i Göteborg i 1996.

## Filmografi
- Halalabad Blues (2002)
- Arven (2003)
- Solkongen (2005)
- Af banen! (2005)
- Den sidste rejse (2011)